# Fort Kiowa
Fort Kiowa, auparavant appelé Fort Lookout, était, au XIXe siècle, un lieu de négoce de fourrures, situé sur le Missouri, près des actuelles villes de Chamberlain et Oacoma, dans le Dakota du Sud,.
Construit en 1822 pour faciliter le commerce de peaux en expansion dans l'Ouest américain, cette place forte (de 46 mètres sur 46 mètres) servait de lieu de repos et de commerce pour les trappeurs et les explorateurs, dont les plus connus sont Jim Bridger et Hugh Glass. Au début des années 1840, alors que le commerce américain des peaux se déplaçait vers l’ouest, Fort Kiowa fut abandonné et resta en l’état avant d’être inondé plus tard par le Missouri.

## Histoire primitive
Quand Thomas Jefferson, troisième président des États-Unis, termina « l’acquisition de la Louisiane » en 1803, il ouvrit un énorme marché de terres vierges pour les négociants en fourrures. Des places fortes firent rapidement leur apparition le long des rivières et des pistes terrestres pour prendre part à la course du factory system d’envergure nationale. Le factory system était un système conçu et développé nationalement, grâce auquel les Indiens d’Amérique se rendaient dans certains forts et procédaient à des échanges de fourrures et de peaux contre des produits finis. Le Gouvernement Américain espérait ainsi que la nationalisation du commerce des peaux éviterait la débauche causée par le commerce de l’alcool avec les Indiens. Finalement, le « factory system » échoua pour plusieurs raisons. Tout d’abord les hommes travaillant dans les factories étaient d’anciens militaires n’ayant aucune expérience dans le commerce des fourrures. Ces hommes géraient souvent mal les peaux ce qui avait pour conséquence d’importants manques à gagner. Ensuite, le Gouvernement ne fut pas en mesure d’empêcher les négociants privés de soudoyer les Indiens avec de l’alcool. Désireux d’accéder aux spiritueux, les Indiens brisaient les accords signés (traités) avec le Gouvernement pour parvenir à leurs fins. Enfin, les « factories » ne permettaient pas d’offrir des cadeaux aux Indiens ou assimilés à la culture indigène alors que de nombreux négociants privés le pratiquaient. Le mélange des races ou mariage inter-ethnique renforça encore les relations entre négociants privés et indiens.
Avec la disparition du « factory system », des compagnies privées émergèrent et firent de gros profits. Parmi elles, figuraient Manuel Lisa de la Missouri Fur Company et John Jacob Astor de l’American Fur Company. Ces deux hommes comptaient parmi les plus riches d’Amérique à cette époque. Ces compagnies privées installaient des forts qui servaient de lieux de repos pour les trappeurs. Parmi les plus réputés, figurait Fort Kiowa, connu également sous le nom de Fort Lookout. Fort Kiowa fut construit en 1822 par Joseph Brazeau Jr. de la « Berthold, Chouteau and Pratte French Company ». Brazeau entoura l’espace de 1800 m2 avec des murs et des miradors pour se défendre contre les attaques des populations Sioux et Crows.
Fort Kiowa devint bientôt très connu comme le point de départ de l’expédition de 1823 sous le nom des « 100 d’Ashley » qui comprenait notamment Hugh Glass et Jim Bridger. Plusieurs mois après le début du voyage, Glass fut brutalement attaqué par une ourse grizzly. Glass tua l’ourse mais souffrait de blessures mortelles. Les partenaires de Glass, John Fitzgerald et Jim Bridger furent désignés par le Chef de l’expédition pour rester aux côtés de Glass jusqu’à son décès et l’enterrer, avant de rejoindre le reste de la troupe. Cependant, Fitzgerald et Bridger ont affirmé avoir été chassés par un groupe d’Indiens Arikaree. Glass fut laissé pour mort. Bridger rejoignit le groupe des chasseurs et raconta au commandant que Glass était mort. Cependant, Glass réussit miraculeusement à soigner lui-même ses blessures et rampa pendant plus de 350 km pour rejoindre Fort Kiowa. L’histoire de cet exploit personnel ainsi que celles d’autres pionniers comme Adam Helmer (en) déployant persévérance et détermination pour leur survie contre la dureté d’un monde sauvage, ont pris une place spéciale dans le folklore de l’Ouest américain.

## Histoire plus tardive
En 1827, Bernard Pratte acheta Fort Kiowa à Brazeau et apporta d’importantes améliorations. Pratte ajouta plusieurs logements de 4 pièces, un entrepôt et un atelier de forgeron. De plus, Pratte entoura le fort avec une clôture de piquets de bois d’environ 6 à 9 mètres de haut pour éviter les attaques des Indiens. Ainsi fortifié, Fort Kiowa se transforma en important lieu de commerce pour les Indiens de la région.
Plus tard la même année, John Jacob Astor acheta Fort Kiowa à Pratte pour sa compagnie en développement American Fur Company. Astor, qui était le premier multimillionnaire en Amérique, acheta Fort Kiowa pour établir sa présence dans le cours supérieur de la rivière Missouri et pour étendre son monopole sur le commerce des fourrures américaines. Astor s’aperçut que la région du Missouri supérieur était extrêmement prospère. Cependant à la fin des années 1830, l’Astor American Fur Company fut contrainte d’abandonner Fort Kiowa car le très lucratif commerce des fourrures ne procurait plus de bénéfices, et ceci pour plusieurs raisons. Tout d’abord, il y avait une pénurie de castors, due à un trop grand nombre de trappeurs chasseurs. Deuxièmement, il y avait un manque de demande publique en Amérique et en Europe pour les fourrures car un nouveau style, les chapeaux en soie, était en train de gagner en importance. Enfin, l’intrusion de trappeurs américains dans ce que les Indiens percevaient comme leur territoire mit en colère les tribus indiennes qui se révoltèrent contre les trappeurs. Comme à la fois la demande et l’offre déclinaient, le commerce de fourrure fut bientôt menacé d’extinction.
En 1840, Joseph LaBarge, auparavant capitaine de bateau à vapeur, acheta Fort Kiowa en tant que poste d’hivernage et « Agence indienne ». LaBarge logea plusieurs agents indiens dont le travail consistait à contrôler le commerce entre tribus indiennes et Euro-Américains. Ces agents perdirent leur popularité parmi ces dernières qui avaient tendance à les voir comme des exploiteurs d’Indiens, chefs corrompus qui agissaient dans leurs propres intérêts. L’opinion populaire était assez correcte car beaucoup d’agents indiens furent remplacés pendant les années 1840 après que de la corruption soit découverte. Sous la responsabilité de LaBarge, Fort Kiowa fut une aventure sans succès et il l’abandonna dans l’année. LaBarge est le dernier habitant connu de Fort Kiowa.

## Aujourd’hui
Fort Kiowa est maintenant sous l’eau à cause de l’élargissement des rives du Missouri. Cependant, la zone où Fort Kiowa se trouvait à l’époque est identifiée sous le nom de « National Historic Fort » (fort national historique) du Dakota du Sud. Fort Kiowa est valorisé en tant qu’attraction touristique où les touristes en mal d’aventures peuvent suivre le chemin que Hugh Glass prit en 1823.
Aujourd’hui, les deux petites villes Oacoma et Chamberlain se partagent le territoire où se situait Fort Kiowa. D’après le recensement de 2010, il y avait 451 personnes vivant à Oacoma et 2 387 à Chamberlain . Ces deux petites villes tirent une très grande fierté des événements survenus à Fort Kiowa.